# Erez Komarovsky

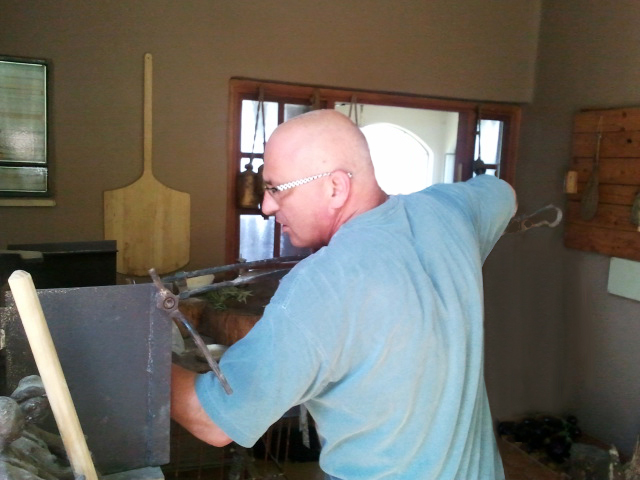
Komarovsky assando focaccia em um forno tabun, 2012

Erez Komarovsky (Tel Aviv, 1962) é um chef, padeiro, educador e autor israelense. Fundador da rede de padarias e cafés Lehem Erez na década de 1990, ele é considerado o iniciador da panificação artesanal em Israel. Desde 2007, ele dirige uma escola de culinária em sua casa em Mitzpe Mattat, na Alta Galiléia. Ele é autor de vários livros de receitas.

## Biografia
Erez Komarovsky nasceu em Tel Aviv, filho de Menachem e Ruth Komarovsky. Ele tem um irmão mais velho e duas irmãs. Ele credita sua exposição precoce à culinária étnica às visitas aos pomares de amendoeiras de seu pai no sul de Israel na juventude - ele visitava as famílias drusas que colhiam as amêndoas e provava seus alimentos. Aos 11 anos, ele se mudou com sua família para Ramat Gan e frequentou uma escola secundária fora de Yehud. Ele serviu na Guerra do Líbano em 1982 durante seu serviço militar obrigatório. Komarovsky informou a seus pais que era gay quando tinha 18 anos. Ele conheceu seu atual parceiro, o professor Mickey Gluzman, em 1986. Eles moram em Mitzpe Mattat.

## Carreira culinária
Depois do exército, em 1983, ele começou a trabalhar como chef em Jafa. Ele foi para Paris para obter um diploma de graduação em culinária francesa clássica no Le Cordon Bleu, e trabalhou em restaurantes e padarias naquela cidade antes de retornar a Tel Aviv em 1985 para abrir seu próprio negócio de catering, Erez's Cooking Studio. Por cinco anos, ele também escreveu uma coluna de culinária para o jornal semanal Ha'ir de Tel Aviv. Um de seus clientes de catering o convidou para o Japão para fazer um curso de culinária kaiseki, e de lá ele viajou para San Francisco, Califórnia, em 1989.
Na Califórnia, ele descobriu a culinária japonesa, italiana e mexicana, comida orgânica e padarias boutique. Ele trabalhou como estilista em um livro de receitas de sobremesas de Wolfgang Puck e ajudou Hugh Carpenter, no norte da Califórnia, com seu livro de receitas de fusão. Ele voltou a Israel em 1994 percebendo que, "apesar de todo o meu treinamento, sou acima de tudo um chef israelense - que cuscuz, azeite e queijo de cabra são os ingredientes mais próximos do meu coração".
De volta a Israel, Komarovsky decidiu entrar no ramo de panificação e introduzir a massa fermentada de São Francisco em seu país natal. Ele voltou a Paris para estudar com Lionel Poilâne e depois voltou para a Califórnia para estagiar na Acme Bread Company e na Metropolis Bakery em Berkeley. [4] Em 1996, ele e seu sócio, Ilan Rom, fundaram a padaria Lehem Erez em Herzliya. A padaria é "amplamente considerada o ponto de partida de uma revolução do pão em Israel", já que até aquela época as padarias comerciais vendiam pães tradicionais em vez de pães gourmet. Menos de um ano depois de abrir a padaria, Komarovsky abriu um restaurante adjacente que serve "comida leve e sazonal" influenciada por cozinhas étnicas.
Em 2008, a rede Lehem Erez tinha crescido para mais de 30 padarias, muitas com cafés adjacentes. As seleções da padaria incluíam "cerca de quinze tipos de grãos inteiros e pães artesanais orgânicos, com ofertas sazonais que podem incluir alho fresco na primavera, figo e roquefort no verão e alcachofra de Jerusalém no inverno". Bolos, biscoitos e azeitonas, queijos e vinhos israelenses também eram vendidos nas padarias. Em 2010, Komarovsky vendeu sua participação na Lehem Erez, continuando como consultor independente para a rede.

## Escola de culinária
Em 2007, Komarovsky abriu uma escola de culinária em sua casa em Mitzpe Mattat, na Alta Galiléia. Seu workshop de meio dia cobre assuntos como panificação e preparação de frutos do mar, e termina com uma "refeição multicourse, acompanhada de vinho" em sua sala de jantar. Komarovsky plantou uma extensa horta orgânica de ervas e vegetais em sua propriedade, incluindo "dezenas de tipos de sálvia, ervas exóticas, tomates da Sicília e do Uzbequistão, feijão roxo indiano, feijão tailandês, maçãs e peras ... e folhas de louro crescendo em uma árvore", e instalou um tabun (forno de barro para assar pão).